# Birgitta Haraldsdotter

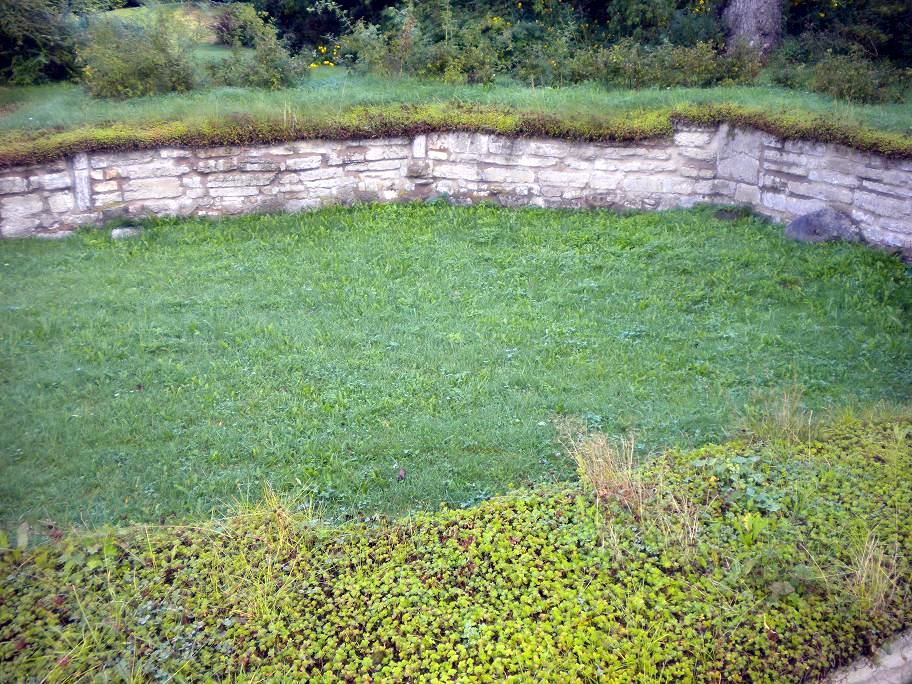
I Riseberga gravsattes drottning Birgitta av Sverige, antagligen i området där altarkoret fanns.

Birgitta Haraldsdotter (i Norge kallad Brigida Haraldsdatter), född efter 1130, död 1209, var en svensk drottning genom sitt äktenskap med kung Magnus Henriksson. Hon var frillodotter till kung Harald Gille av Norge.

## Biografi
Birgitta Haraldsdotters mor är okänd, men det var troligen Tora Gudmundsdotter, med vilken Harald hade ett långvarigt förhållande och som också var mor till Sigurd Munn. Genom sitt äktenskap med Magnus Henriksson var Birgitta svensk drottning 1160–1161. Efter hennes siste make Birger Brosas död levde hon de sista åren av sitt liv i Riseberga kloster där hon även gravsattes.

## Äktenskap
1. Karl Sunesson, död kort efter bröllopet.
2. Magnus Henriksson, svensk kung 1160–1161 (dödad 1161).
3. Birger Brosa, svensk jarl 1174–1202.

## Barn (med Birger Brosa)

### Osäkra
1. Filip, jarl av Norge.
2. Knut, jarl av Sverige, stupad 31 januari 1208 i slaget vid Lena.

### Säkra
1. Folke, jarl av Sverige, stupad 17 eller 18 juli 1210 i slaget vid Gestilren.
2. Magnus.
3. Ingegärd, gift med Sverker den yngre.
4. Kristina.
5. Margareta.